# Fremden-Blatt

Ausschnitt aus einem Fremden-Blatt vom 23. Mai 1915

Das Fremden-Blatt war eine österreichische Tageszeitung, die vom 1. Juli 1847 bis zum 22. März 1919 im Format 4° und 2° einmal täglich erschien. Ab 19. Juni 1866 erschienen sowohl eine Morgen- als auch eine Abendausgabe.

## Geschichte
Die Zeitung wurde am 1. Juli 1847 durch Gustav Heine von Geldern gegründet. Bis zum 29. Dezember 1848 lautete der Hauptsachtitel Fremden-Blatt der k. k. Haupt- und Residenzstadt Wien. Mit der Ausgabe vom 30. Dezember 1848 wechselte das Blatt den Titel in Fremden-Blatt und Tags-Neuigkeiten der k. k. Haupt- und Residenzstadt Wien. Dieser wurde bis zum 26. September 1849 geführt. 1904 ging im Fremden-Blatt die Zeitung Die Reichswehr auf, welche von 1889 bis 1904 in Wien erschienen war. Als Beilage zum Fremden-Blatt erschienen ab 16. Dezember 1904 Die Vedette, die Militärische Presse und Das Welt-Bild.
Nachfolger des Fremden-Blatts war ab 23. März 1919 die Tageszeitung Der Neue Tag, welche bis 1920 erschien.

## Drucker und Verleger
Als Drucker des Fremden-Blatts fungierte bis zum 27. Februar 1848 und von April 1848 bis 25. September 1849 Josef Stöckholzer von Hirschfeld. Dazwischen wurde das Blatt von Josef von Schmidbauer und Josef Holzwarth gedruckt. Vom 26. September 1849 bis zum 20. Jänner 1854 übernahm Carl Gerold & Sohn den Druck des Fremden-Blatts.
Ab dem 21. Januar 1854 bis zum 1. November 1856 trat als Drucker und Verleger Carl Gerold & Sohn auf, dem vom 4. November 1856 bis zum 2. Januar 1856 August Dorfmeister und vom 3. Januar 1863 bis zum 27. März 1874 Gustav Heine von Geldern folgten. Danach wurden Druck und Verlag durch Elbemühl übernommen.

## Redakteure
- M. Bauer: 8. Oktober 1850–1852[?]
- P. Deml: 1852[?] – 30. November 1859
- G. Millinger: 1. Dezember 1859 – 30. April 1862
- R. Fröhlich: 1. Mai-12.[?] September 1862
- Wilhelm Wiener: 13.[?]September 1862 – 16. April 1865
- Marcell Frydmann: Redakteur ab 1878, Chefredakteur ab 1886
- Leopold von Blumencron: 18. April 1865 – 30. Juni 1899
- Wilhelm von Martini (v. Red. i. V.): 1. Mai – 17. Juli 1877
- Wilhelm Mendl: 30. Juni 1899 – 7. Mai 1916
- Ernst Keiter (v. Red. i. V.): 17. Juli – 17. Aug. 1899
- Raimund Keiter (v. Red. i. V.): 16. Juli – 19. Aug.1906
- Julius Szeps: Chefredakteur ab 1. Januar 1909 – 1918
- Friedrich Eder: 8. Mai 1916 – 22. März 1919